# Scores
Pour les articles homonymes, voir Score.
L'entreprise a été fondée à Montréal, au Québec, en 1995. Scores est une chaîne de restaurants québécoise spécialisée dans la cuisine de style rôtisserie. La chaîne contient plus de 30 restaurants principalement au Québec en 2024.
La chaîne de restaurants est maintenant la propriété du Groupe d'alimentation MTY, à la suite de leur acquisition de l'ancien propriétaire, le Groupe de restaurants Imvescor Inc. (anciennement connu sous le nom d'Imvescor Inc. / Pizza Delight Corporation Ltd.) basé à Moncton. MTY possède également de nombreuses autres chaînes de restaurants.
La chaîne Scores est le principal compétiteur des rôtisseries St-Hubert et des restaurants La Cage.

## Menu
Scores se spécialise dans le poulet rôti et les côtes levées, offrant un bar à salades à volonté signature tous ses établissements.

## Sources
1. ↑  https://www.cbc.ca/news/business/mty-food-group-imvescor-1.4444502
2. ↑  « Salades à volonté », sur Scores (consulté le 17 avril 2024).

- Site web
- Site web d'Imvescor Inc.